# Oleksandropil, Petropavlivka
Oleksandropil (în ucraineană Олександропіль) este localitatea de reședință a comunei Oleksandropil din raionul Petropavlivka, regiunea Dnipropetrovsk, Ucraina.

## Demografie
Componența lingvistică a localității Oleksandropil
     Ucraineană (96,71%)
     Rusă (2,25%)
     Alte limbi (0,15%)
Conform recensământului din 2001, majoritatea populației localității Oleksandropil era vorbitoare de ucraineană (96,71%), existând în minoritate și vorbitori de rusă (2,25%).